# Moda española (serie filatélica)
Moda española es el nombre de una serie filatélica emitida por la Sociedad Estatal Correos y Telégrafos de España entre los años 2007 y 2013, que está dedicada a celebrar los principales diseñadores de moda españoles de los últimos tiempos. En total han sido puestos en circulación 28 sellos en 7 fechas de emisión diferentes.

## Descripción
| Fecha de emisión | Nombre del sello (descripción) | Dimensiones (mm)          | Valor facial (en €) |
| ---------------- | --- | ------------------------- | ------------------- |
| 18.10.2007       | Diseñador Cristóbal Balenciaga (colección del Museo del Traje de Madrid) 1) Un vestido de encaje chantilly color marfil sobre transparentes de tafetán                                       | 28,8 × 49,8 (105,6 × 150) | 0,39                |
| 18.10.2007       | 2) Un traje de fiesta de dos piezas en raso de seda rojo, cuya torera, de manga japonesa, va bordada con lentejuelas, hilos entorchados y lamé plateado                                      | 28,8 × 49,8 (105,6 × 150) | 0,42                |
| 18.10.2007       | 3) Conjunto de calle compuesto por vestido y abrigo en rojo | 28,8 × 49,8 (105,6 × 150) | 0,58                |
| 18.10.2007       | 4) Un vestido camisero en lino amarillo con escote a la caja y tirilla | 28,8 × 49,8 (105,6 × 150) | 0,78                |
| 23.10.2008       | Diseñador Pedro Rodríguez (colección del Museo del Traje de Madrid) 1) Un traje de fiesta en gasa de seda pintada a mano en colores degradados rojos                                         | 28,8 × 49,8 (105,6 × 150) | 0,31                |
| 23.10.2008       | 2) Un traje con escote y falda de amplio vuelo de satén bordado con azabaches y lentejuelas que reproducen motivos florales                                                                  | 28,8 × 49,8 (105,6 × 150) | 0,31                |
| 23.10.2008       | 3) Un vestido de gasa estampado en lunares y flores, con escote y lazo zapatero | 28,8 × 49,8 (105,6 × 150) | 0,31                |
| 23.10.2008       | 4) Un conjunto de vestido y abrigo en crespón rosa | 28,8 × 49,8 (105,6 × 150) | 0,31                |
| 15.06.2009       | Diseñador Manuel Piña (colección del Museo Manuel Piña, ubicado en Manzanares) 1) Un vestido en retor crudo, azul y verde                                                                    | 28,8 × 49,8 (105,6 × 150) | 0,32                |
| 15.06.2009       | 2) Un traje de vestido y chaqueta en punto de lana | 28,8 × 49,8 (105,6 × 150) | 0,32                |
| 15.06.2009       | 3) Un vestido en retor crudo con aros | 28,8 × 49,8 (105,6 × 150) | 0,32                |
| 15.06.2009       | 4) Un vestido en blonda con aros y gran cola | 28,8 × 49,8 (105,6 × 150) | 0,32                |
| 15.10.2010       | Cuatro prendas femeninas diseñadas por el modisto Manuel Pertegaz 1) Un traje de novia de seda color marfil                                                                                  | 28,8 × 49,8 (105,6 × 150) | 0,34                |
| 15.10.2010       | 2) Un traje sastre de tafetán gris | 28,8 × 49,8 (105,6 × 150) | 0,34                |
| 15.10.2010       | 3) Un vestido de cóctel de tafetán estampado con motivos florales | 28,8 × 49,8 (105,6 × 150) | 0,34                |
| 15.10.2010       | 4) Un vestido de cóctel de encaje negro con ramilletes florales sobre fondo de raso blanco                                                                                                   | 28,8 × 49,8 (105,6 × 150) | 0,34                |
| 20.10.2011       | Cuatro modelos del modisto Elio Berhanyer 1) Vestido largo de fiesta, en tafetán de rayón negro con vivos en blanco y volantes horizontales, con una banda ancha en la cintura (año 1970)    | 28,8 × 49,8 (105,6 × 150) | 0,80                |
| 20.10.2011       | 2) Traje formado por vestido y chaqueta corta, de algodón blanco, estampado en rayas horizontales de color verde (año 1970)                                                                  | 28,8 × 49,8 (105,6 × 150) | 0,80                |
| 20.10.2011       | 3) Conjunto de abrigo y vestido: el abrigo de lana color amarillo, escote a caja y cuello redondeado; el vestido es de lana blanca en el cuerpo y amarillo en la falda (año 1972)            | 28,8 × 49,8 (105,6 × 150) | 0,80                |
| 20.10.2011       | 4) Vestido largo de fiesta, en algodón blanco combinado con estampados de lunares negros, de menor tamaño en el cuerpo; escote redondeado, manga corta y banda negra a la cintura (año 1975) | 28,8 × 49,8 (105,6 × 150) | 0,80                |
| 17.09.2012       | Cuatro conjuntos del diseñador Pedro del Hierro: 1) Un traje largo confeccionado en satén de color frambuesa, de amplio escote y con el hombro derecho cubierto                              | 28,8 × 49,8 (105,6 × 150) | 0,85                |
| 17.09.2012       | 2) Un vestido en tela de encaje de color rojo y marfil, con dibujos de flores y lentejuelas de diferentes colores, y escote en forma de V                                                    | 28,8 × 49,8 (105,6 × 150) | 0,85                |
| 17.09.2012       | 3) Un vestido de fiesta, compuesto de dos partes, corto por delante y largo por detrás, plisado a mano en color rosa con hilos metálicos en marrón                                           | 28,8 × 49,8 (105,6 × 150) | 0,85                |
| 17.09.2012       | 4) Un traje en tul de seda con escote en pico y falda de vuelo, abierto desde la cadera al bajo y decorado con flores                                                                        | 28,8 × 49,8 (105,6 × 150) | 0,85                |
| 12.09.2013       | Cuatro vestidos del diseñador Paco Rabanne 1) Un vestido largo a base de placas de plástico plateado engarzadas con anillas y cadenas de metal                                               | 28,8 × 49,8 (105,6 × 150) | 0,52                |
| 12.09.2013       | 2) Un vestido corto compuesto de cremalleras amarillas y turquesas, en algodón y metal dorado                                                                                                | 28,8 × 49,8 (105,6 × 150) | 0,52                |
| 12.09.2013       | 3) Un vestido corto con placas recortadas de formas cuadrangular y triangular en color fresa, combinadas con otras de plástico transparente amarillo y azul                                  | 28,8 × 49,8 (105,6 × 150) | 0,52                |
| 12.09.2013       | 4) Un vestido corto realizado con placas circulares doradas que se enganchan entre sí con anillas de metal                                                                                   | 28,8 × 49,8 (105,6 × 150) | 0,52                |